# Country Airs
Country Airs is een studioalbum van Rick Wakeman. Wakeman zat behoorlijk aan de grond in die tijd en kreeg 5000 Britse ponden om een album op te nemen. Dit keer geen album vol elektronische toetsinstrumenten, maar simpelweg aan de piano. Dit keer geen progressieve rock maar voortkabbelende New agemuziek.  Tot zijn eigen verbazing haalde het in Engeland de eerste plaats van de hitparade van New Age Muziek en bleef wekenlang in de lijst. Alhoewel eerst met tegenzin, waardeerde hij het album gaandeweg meer; er verschenen twee opvolgers: Sea Airs en Night Airs.

## Musici
- Rick Wakeman – piano

## Tracklist
| Nr. | Titel            | Duur |
| --- | ---------------- | ---- |
| 1.  | Dandelion dreams | 4:13 |
| 2.  | Stepping stones  | 3.49 |
| 3.  | Ducks and Drakes | 3:59 |
| 4.  | Morning Haze     | 3:05 |
| 5.  | Waterfalls       | 3.59 |

| Nr. | Titel           | Duur |
| --- | --------------- | ---- |
| 1.  | Quiet Valleys   | 4:24 |
| 2.  | Natural Trails  | 3.23 |
| 3.  | Heather Carpets | 4:01 |
| 4.  | Lakeland Walks  | 3:58 |
| 5.  | Wild Moors      | 3:24 |

## Versie 1993
Het platenlabel ging failliet en Wakeman wilde het album daarom opnieuw opnemen en uitbrengen. Aan de hand van zijn eigen exemplaar speelde hij een nieuwe versie, nu achter de elektronische piano. opnamen vonden plaats op het eiland Man in september-oktober 1992. Wakeman had er achteraf spijt van; een verbetering was het niet geworden. De hoes van de Engelstalige Wikipedia is van een heruitgave uit 1993. Extra tracks waren toen Harvest festival, The Glade, Green to gold en The spring.